# McLeod Hill
Der McLeod Hill ist ein 1790 m hoher, abgerundeter und eisbedeckter Hügel im Grahamland auf der Antarktischen Halbinsel. Er bildet eine markante Landmarke rund 1,5 km östlich des Entstehungsgebiets des Northeast-Gletschers auf dem Hemimont Plateau.
Eine erste, grobe Kartierung nahmen Teilnehmer der British Graham Land Expedition (1934–1937) unter der Leitung des australischen Polarforschers John Rymill vor. Eine erste Vermessung erfolgte durch die United States Antarctic Service Expedition (1939–1941), der sich eine weitere durch den Falkland Islands Dependencies Survey (FIDS) im Jahr 1946 anschloss. Benannt ist der Hügel nach Kenneth A. McLeod (1926–1962), Meteorologe des FIDS, der zwischen Juli und Dezember 1947 gemeinsam mit einem Teilnehmer der Ronne Antarctic Research Expedition (1947–1948) eine meteorologische Station östlich des Hügels besetzte.